# Friedrich Boysen
Die Friedrich Boysen GmbH und Co. KG mit Stammsitz im baden-württembergischen Altensteig ist ein Unternehmen für Abgastechnologie. An weltweit 30 Standorten entwickelt und fertigt die Unternehmensgruppe komplette Abgasanlagen sowie die dazugehörigen Einzelkomponenten für Pkw, Nutzfahrzeuge und Off-Highway-Anwendungen. Die Hauptaufgaben der Produkte sind die Abgasreinigung, die Schalldämpfung und die Umwandlung von Abgaswärme in nutzbare Energie.
Zum Kundenstamm zählen deutsche sowie internationale Automobil- und Nutzfahrzeughersteller. Ein wesentliches Leistungsmerkmal von Boysen ist die Produktion und Lieferung von Abgasanlagen Just-in-Sequence (JIS).
Neben dem Kerngeschäftsfeld Abgastechnologie beschäftigt sich das mittelständisch strukturierte Stiftungsunternehmen mit Produkttransfers – von der Abgastechnik hin zu alternativen Antrieben – sowie mit Entwicklungen im Bereich der Umwelt- und Energietechnik. Als neues Geschäftsfeld werden seit 2021 Batteriegehäuse für reine Elektroautos entwickelt und gefertigt.
Seit November 2010 hält Boysen eine Beteiligung am Ingenieurdienstleister Bertrandt AG und hat damit einen Schritt zur Diversifizierung der Geschäftsaktivitäten unternommen.

## Geschichte
1921 gründete Friedrich August Boysen in Leipzig die Steigboy Apparatebau GmbH. Das Unternehmen entwickelte und produzierte Abgasschalldämpfer für Autos, Motorräder und Flugzeuge sowie Ansaugschalldämpfer und Frischluftheizungen für Pkw und eigene dreirädrige Lieferfahrzeuge. Nach dem Firmenkonkurs 1930 im Zuge der Weltwirtschaftskrise und dem Aufbau der Abgasanlagenfertigung bei Eberspächer u. a. im Werk Leipzig folgte nach Ende des Zweiten Weltkrieges der unternehmerische Neuanfang: Am 9. Oktober 1945 erhielt Boysen die Genehmigung zur Gründung eines Industriebetriebes für Abgasanlagen aller Art. 1949 verlegte er den Firmensitz von Stuttgart nach Altensteig.
In den 1970er Jahren entwickelte das Unternehmen thermische Reaktoren zur Abgasentgiftung sowie einen Helmholtz-Resonator als Schalldämpfer, der auf zwei verschiedene Frequenzbereiche abgestimmt werden konnte. Ende der 80er und Anfang der 90er Jahre vollzog Boysen den Schritt vom Zulieferer zum Systempartner für Abgastechnik. Das Produktspektrum wurde um Blechkrümmer, Drei-Wege-Katalysatoren und später um Dieselpartikelfilter, SCR-Technologie sowie Niederdruck-Abgasrückführung erweitert.
1993 errichtete Boysen in Salching das weltweit erste Montage-vor-Ort-Werk zur Fertigung und Lieferung kompletter Abgasanlagen Just-in-Sequence (JIS). Somit wurden Abgasanlagen erstmals in genau der Reihenfolge produziert und geliefert, in der sie beim Automobilhersteller in der Endmontage auch eingebaut wurden.
Mit der neuen Rolle des Systempartners für Entwicklung, Produktion und Logistik waren ein starkes Wachstum und damit auch die zunehmende Internationalisierung der Unternehmensgruppe verbunden. Die Gründungen neuer Standorte in Frankreich (1998), Indien (1999 und 2019), den USA (2004, 2013 und 2022), China (2007, 2014 und 2022), Ägypten (2011), Südafrika (2014), Mexiko (2017), Serbien (2019) sowie in Simmersfeld (2001 und 2017), Plauen (2008 und 2017), Achim (2013), Nagold (2015) und Ingolstadt (2015) wurden begleitet vom stetigen Aus- und Neubau der bereits vorhandenen Entwicklungs- und Fertigungseinrichtungen. Ein Beispiel dafür ist das 2011 teils neu- und teils umgebaute Fertigungswerk „Turmfeld“ in Altensteig, das als CO2-neutrale Fabrik für die energieautarke Produktion von Abgastechnik realisiert wurde.
Seit 2021 fertigt das Unternehmen Strukturbauteile für Elektrofahrzeuge, wozu künftig auch Batteriegehäuse gehören werden. In diesem Zusammenhang hat die Boysen Gruppe zuletzt zwei Produktionswerke in Nagold und Nyíregyháza (Ungarn) realisiert, die 2025 die Produktion für Batteriegehäuse aufnehmen werden.

## Produkte
- Abgaskomponenten für Automobile und Nutzfahrzeuge: Krümmer, Katalysatoren, Partikelfilter, Systeme zur aktiven Klanggestaltung, Schalldämpfer, Abgasrückführsysteme, pneumatische und elektrische Abgasklappen, Endrohrblenden
- komplette Abgasanlagen, die in Montage-vor-Ort-Werken Just-in-Sequence gefertigt und an die Automobilhersteller geliefert werden
- Akustik-Design zur Gestaltung eines für die Fahrzeugkäufer positiven Klangbildes
- Strukturbauteile für E-Fahrzeuge
- Batteriegehäuse für E-Fahrzeuge
- Wasserstoff-Tanksysteme für Nutzfahrzeuge
- Redox-Flow-Batteriesysteme

## Forschung und Entwicklung
Im Kerngeschäftsfeld Abgastechnologie verfolgt die Boysen Gruppe das Ziel, die Schallemissionen und den Schadstoffausstoß von Verbrennungsmotoren weiter zu reduzieren und dabei auch die Effizienz von Diesel- und Benzinmotoren zu verbessern. Ansätze dafür sieht das Unternehmen unter anderem im stofflichen und konstruktiven Leichtbau, der Entdrosselung des Abgasstranges sowie in der Energierückgewinnung aus Abgasen, beispielsweise mit Hilfe thermoelektrischer Generatoren oder Wärmekraftmaschinen.
Ferner beschäftigt sich Boysen mit der Entwicklung von Batteriegehäusen für E-Fahrzeuge sowie von Wasserstoff-Speichersystemen für den Nutzfahrzeug-Bereich.
Neuere Entwicklungsschwerpunkte sind die Herstellung von zukunftsweisenden Energiespeichern und Brennstoffzellen sowie die energiesparende Erzeugung von Wasserstoff. In diesem Zusammenhang hat Boysen ab 2023 in Simmersfeld ein eigenes Entwicklungszentrum realisiert, das sich auf Lösungen für die Elektromobilität sowie im Bereich der Umwelt- und Energietechnik konzentriert.
Über die Friedrich-und-Elisabeth-Boysen-Stiftung fördert die Unternehmensgruppe seit 1996 Wissenschaft und Forschung auf dem Gebiet des Umweltschutzes und hier speziell auf den Gebieten der Abgasreinigung und Schalldämpfung. Gefördert werden hauptsächlich ingenieurwissenschaftliche Vorhaben, bei denen deutliche Fortschritte im Sinne einer umweltrelevanten, durch innovative Technologien und Verfahren zu erzielenden Nachhaltigkeit zu erwarten sind.
Fördermittel werden vorzugsweise für Promotionsvorhaben mit einer Dauer von zwei bis drei Jahren vergeben. Über 100 Einzelvorhaben wurden bislang an der Universität Stuttgart, dem Karlsruher Institut für Technologie (KIT) und der Technischen Universität (TU) Dresden unterstützt.
An der TU Dresden erfolgt die Förderung seit Juli 2012 schwerpunktmäßig über das interdisziplinäre „Boysen-TU Dresden-Graduiertenkolleg“ über nachhaltige Energiesysteme. Das Kolleg bildet die Basis für die gemeinsame Arbeit von Doktoranden verschiedener Fachrichtungen.
An der Universität Stuttgart, dem KIT und der TU Dresden würdigt die Stiftung außerdem jährlich eine herausragende Dissertation auf dem Gebiet der Umwelttechnik mit einem Förderpreis.

## Standorte
Seit 1949 ist Altensteig der Stammsitz der Boysen Gruppe. Am ersten Betriebsstandort dort befindet sich inzwischen das Entwicklungs- und Verwaltungszentrum. Mit der Fertigstellung des Boysen Innovationszentrums in Nagold wurde 2015 der zweite Entwicklungsstandort der Unternehmensgruppe eröffnet.
Darüber hinaus verfügt Boysen über ein weltweites Produktionsnetzwerk mit Fertigungsstandorten in Altensteig, Simmersfeld, Heubach, Salching, Ingolstadt, Plauen und Achim sowie in Frankreich (Algolsheim), Ägypten (6th of October City), Südafrika (East London), Indien (Pune und Surajpur), China (Langfang, Shenyang und Tianjin), in den USA (Gaffney, Spartanburg und Tuscaloosa), in Mexiko (San Luis Potosí) und in Serbien (Subotica).
Mit insgesamt 60.000 Quadratmetern Produktions- und Lagerfläche wurde 2018 das erste Produktionswerk für Lkw-Abgastechnik in Simmersfeld fertiggestellt. Nur ein Jahr später wurde mit dem Bau des bislang größten Auslandswerks im nordserbischen Subotica begonnen, das im November 2021 in Anwesenheit von Präsident Aleksandar Vučić offiziell eingeweiht wurde.
Ab 2023 wurden in Nagold und Nyíreghyáza (Ungarn) zwei weitere Werke gebaut, in denen Boysen erstmals in der Unternehmensgeschichte keine Abgastechnik, sondern ausschließlich Batteriegehäuse für Elektrofahrzeuge produzieren wird. Gemessen an der Produktionsfläche von 50.000 Quadratmetern ist das Werk in Ungarn das bislang größte Produktionswerk, das bislang in einer Ausbaustufe realisiert wurde. Durch den Einsatz modernster Energiekonzepte sollen beide Produktionsstätten nahezu CO2-neutral betrieben werden.